# Gare de Bertrix
La gare de Bertrix est une gare ferroviaire belge de la ligne 165, d'Athus à Libramont, située sur le territoire de la commune de Bertrix, dans la province de Luxembourg en Région wallonne.
Elle est mise en service en 1880 par les chemins de fer de l'État belge. C'est une gare de la Société nationale des chemins de fer belges (SNCB) desservie par des trains Omnibus (L) et d’Heure de pointe (P).

## Situation ferroviaire
Établie à 429 mètres d'altitude, la gare de Bertrix est située au point kilométrique (PK) 69,70 de la ligne 165, d'Athus à Libramont, entre les gares ouvertes de Florenville et de Libramont. Gare de bifurcation elle est l'aboutissement de la ligne 166, de Dinant à Bertrix après la gare ouverte de Paliseul.

## Histoire
La station de Bertrix est mise en service le 20 décembre 1880 lors de l'ouverture à l'exploitation de la section de Florenville à Gedinne, via Bertrix, par l'État belge. La liaison entre Bertrix et Libramont est ouverte le 21 août 1882.
En 1914 ont lieu les travaux d'une nouvelle ligne à voie unique de Bertrix à la frontière française longue de 29,3 km. La première section, de Bertrix à Muno, est ouverte le 25 août 1914, et l'ensemble de la ligne le 15 septembre 1914.
En 1926, la SNCB installe des ateliers non loin de la gare. Ce dépôt de locomotives, fermé à la fin des années 1980, fut démoli en 2019[réf. nécessaire].
L'ancienne ligne 163A est fermée à tous trafics en 1969 et ensuite déferrée.

## Service des Voyageurs

### Accueil
Gare SNCB, elle dispose d'un bâtiment voyageurs, avec guichet, ouvert tous les jours. Des aménagements, équipements et services sont à la disposition des personnes à la mobilité réduite.

### Desserte
Bertrix est desservie par des trains Omnibus (L) et d’Heure de pointe (P) de la SNCB : qui effectuent des missions sur les lignes 165 et 166.

#### Semaine
En semaine, la desserte comprend deux trains Omnibus roulant à la fréquence d’un train par heure : 
- Une relation Namur - Libramont via Dinant avec rebroussement en gare de Bertrix ;
- Une relation Arlon - Athus - Virton - Libramont.

Il existe également des trains d’heure de pointe (P) en semaine :
- un train Bertrix - Dinant (le matin) ;
- un train Bertrix - Namur (le matin) ;
- deux trains Bertrix - Libramont (le matin) ;
- un train Gedinne - Libramont (le matin) ;
- un train Virton - Libramont (le matin) ;
- une paire de trains supplémentaires Libramont - Arlon (un dans chaque sens, l’après-midi) ;
- un train Arlon - Ciney (l’après-midi).

Les week-ends mais une fois toutes les deux heures, la desserte comprend deux trains Omnibus roulant à la fréquence d’un toutes les deux heures :
- Des trains L Namur - Libramont via Dinant avec rebroussement en gare de Bertrix ;
- Des trains L Arlon - Athus - Virton - Libramont.

### Intermodalité
Un parc pour les vélos et un parking pour les véhicules y sont aménagés. Elle est desservie par des bus.

## Comptage voyageurs
Ce graphique et tableau montre le nombre de voyageurs embarquant en moyenne durant la semaine, le samedi et le dimanche.
| Nombre de passagers qui embarquent à la gare de Bertrix | Nombre de passagers qui embarquent à la gare de Bertrix | Nombre de passagers qui embarquent à la gare de Bertrix | Nombre de passagers qui embarquent à la gare de Bertrix |
|                                                         | Semaine                                                 | Samedi                                                  | Dimanche                                                |
| ------------------------------------------------------- | ------------------------------------------------------- | ------------------------------------------------------- | ------------------------------------------------------- |
| 1977                                                    | 613                                                     | 191                                                     | 157                                                     |
| 1978                                                    | 624                                                     | 191                                                     | 199                                                     |
| 1979                                                    | 500                                                     | 91                                                      | 113                                                     |
| 1980                                                    | 548                                                     | 154                                                     | 408                                                     |
| 1981                                                    | 547                                                     | 199                                                     | 327                                                     |
| 1982                                                    | 608                                                     | 197                                                     | 290                                                     |
| 1983                                                    | 547                                                     | 159                                                     | 269                                                     |
| 1984                                                    | 432                                                     | 181                                                     | 231                                                     |
| 1985                                                    | 453                                                     | 155                                                     | 372                                                     |
| 1986                                                    | 430                                                     | 206                                                     | 438                                                     |
| 1987                                                    | 382                                                     | 131                                                     | 331                                                     |
| 1988                                                    | 453                                                     | 196                                                     | 347                                                     |
| 1989                                                    | 516                                                     | 166                                                     | 313                                                     |
| 1990                                                    | 355                                                     | 153                                                     | 116                                                     |
| 1991                                                    | 442                                                     | 129                                                     | 300                                                     |
| 1992                                                    | 500                                                     | 174                                                     | 350                                                     |
| 1993                                                    | 390                                                     | 180                                                     | 267                                                     |
| 1994                                                    | 513                                                     | 124                                                     | 251                                                     |
| 1995                                                    | 436                                                     | 114                                                     | 203                                                     |
| 1996                                                    | 360                                                     | 163                                                     | 165                                                     |
| 1997                                                    | 430                                                     | 185                                                     | 289                                                     |
| 1998                                                    | 606                                                     | 118                                                     | 215                                                     |
| 1999                                                    | 274                                                     | 112                                                     | 168                                                     |
| 2000                                                    | 386                                                     | 168                                                     | 204                                                     |
| 2001                                                    | 377                                                     | 120                                                     | 244                                                     |
| 2002                                                    | 442                                                     | 126                                                     | 204                                                     |
| 2003                                                    | 496                                                     | 150                                                     | 246                                                     |
| 2004                                                    | 441                                                     | 194                                                     | 238                                                     |
| 2005                                                    | 478                                                     | 151                                                     | 292                                                     |
| 2006                                                    | 532                                                     | 194                                                     | 321                                                     |
| 2007                                                    | 569                                                     | 178                                                     | 291                                                     |
| 2008                                                    | -                                                       | -                                                       | -                                                       |
| 2009                                                    | 581                                                     | 156                                                     | 236                                                     |
| 2010                                                    | -                                                       | -                                                       | -                                                       |
| 2011                                                    | -                                                       | -                                                       | -                                                       |
| 2012                                                    | 475                                                     | 147                                                     | 230                                                     |
| 2013                                                    | 461                                                     | 129                                                     | 241                                                     |
| 2014                                                    | 417                                                     | 104                                                     | 252                                                     |
| 2015                                                    | 423                                                     | 161                                                     | 157                                                     |
| 2016                                                    | 346                                                     | 135                                                     | 187                                                     |
| 2017                                                    | 318                                                     | 130                                                     | 214                                                     |
| 2018                                                    | 330                                                     | 109                                                     | 170                                                     |
| 2019                                                    | 329                                                     | 105                                                     | 189                                                     |
| 2020                                                    | 312                                                     | 135                                                     | 119                                                     |
| 2021                                                    | -                                                       | -                                                       | -                                                       |
| 2022                                                    | 470                                                     | 146                                                     | 251                                                     |
| 2023                                                    | 449                                                     | 165                                                     | 255                                                     |
| 2024                                                    | 525                                                     | 168                                                     | 211                                                     |

## Galerie de photographies

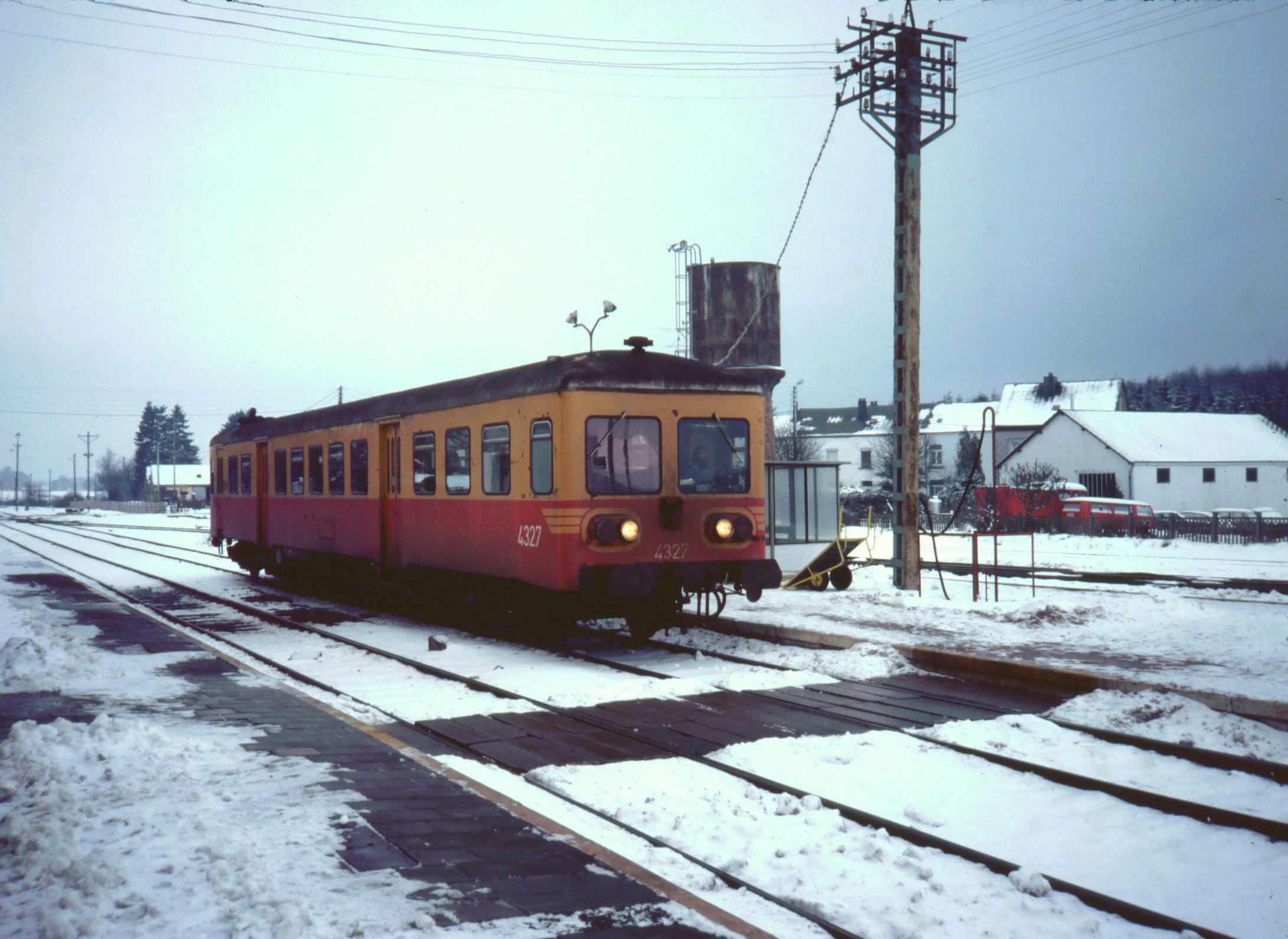
Autorail Série 43 en gare (1982).
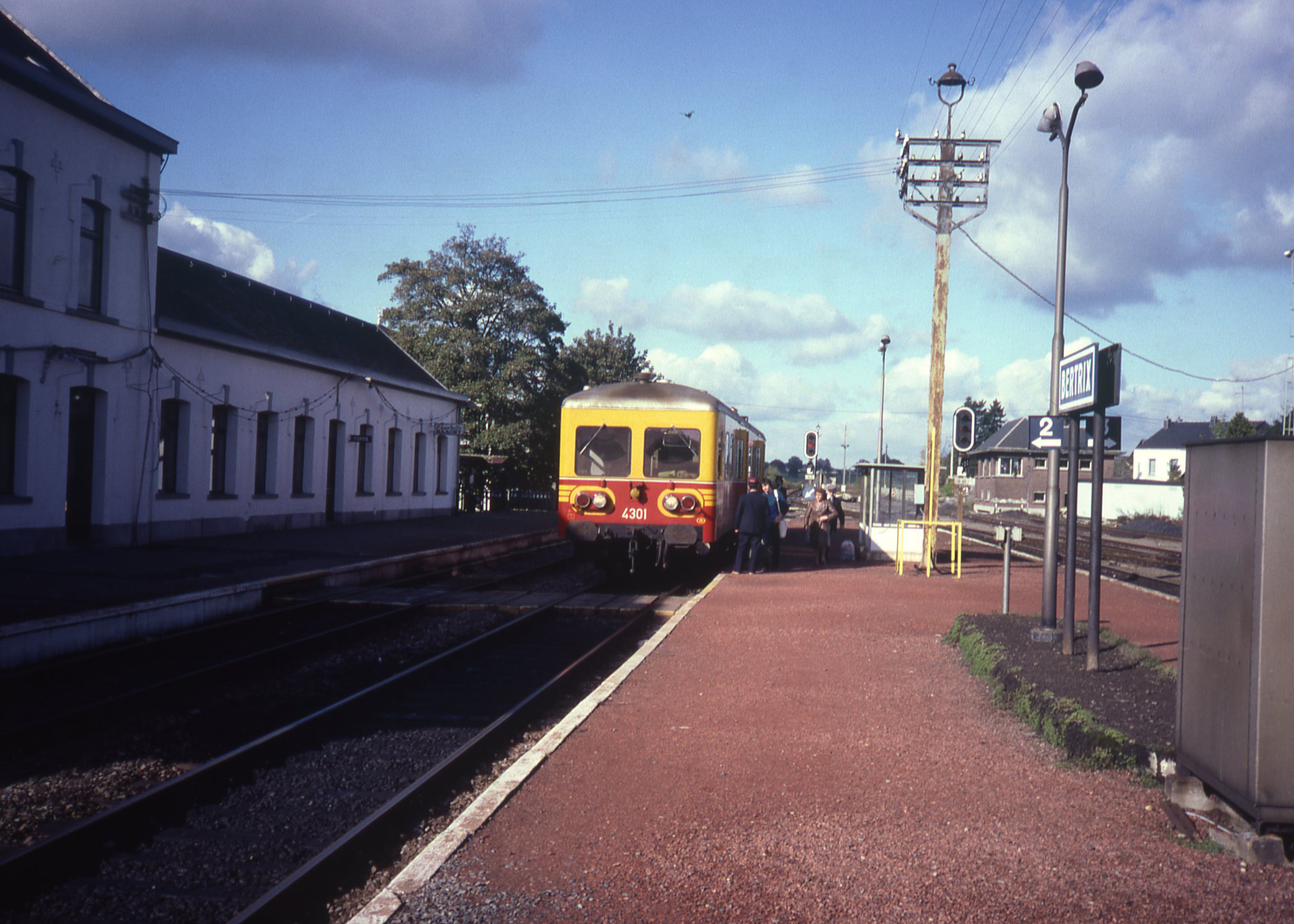
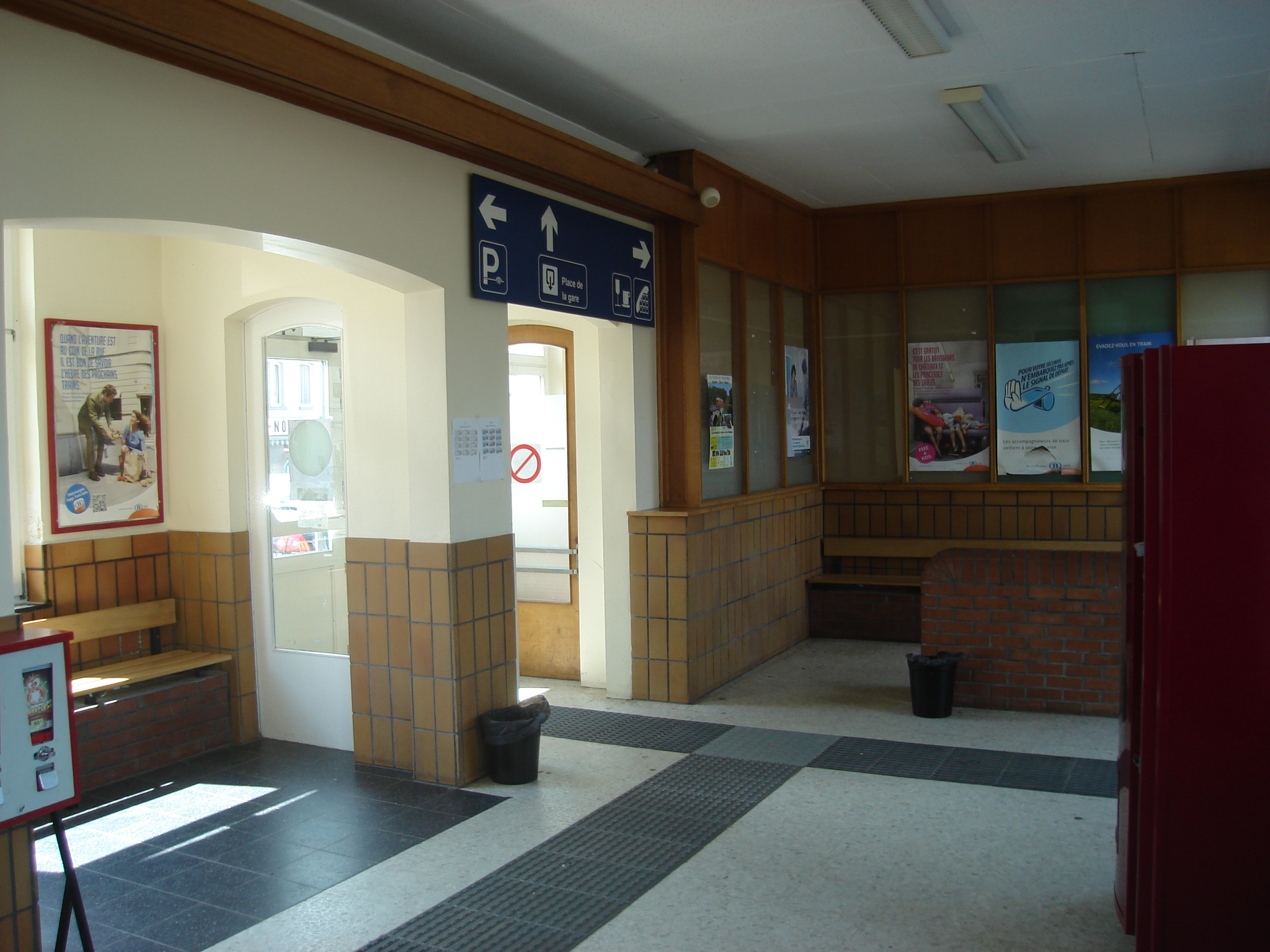
Salle d'attente de la gare de Bertrix.
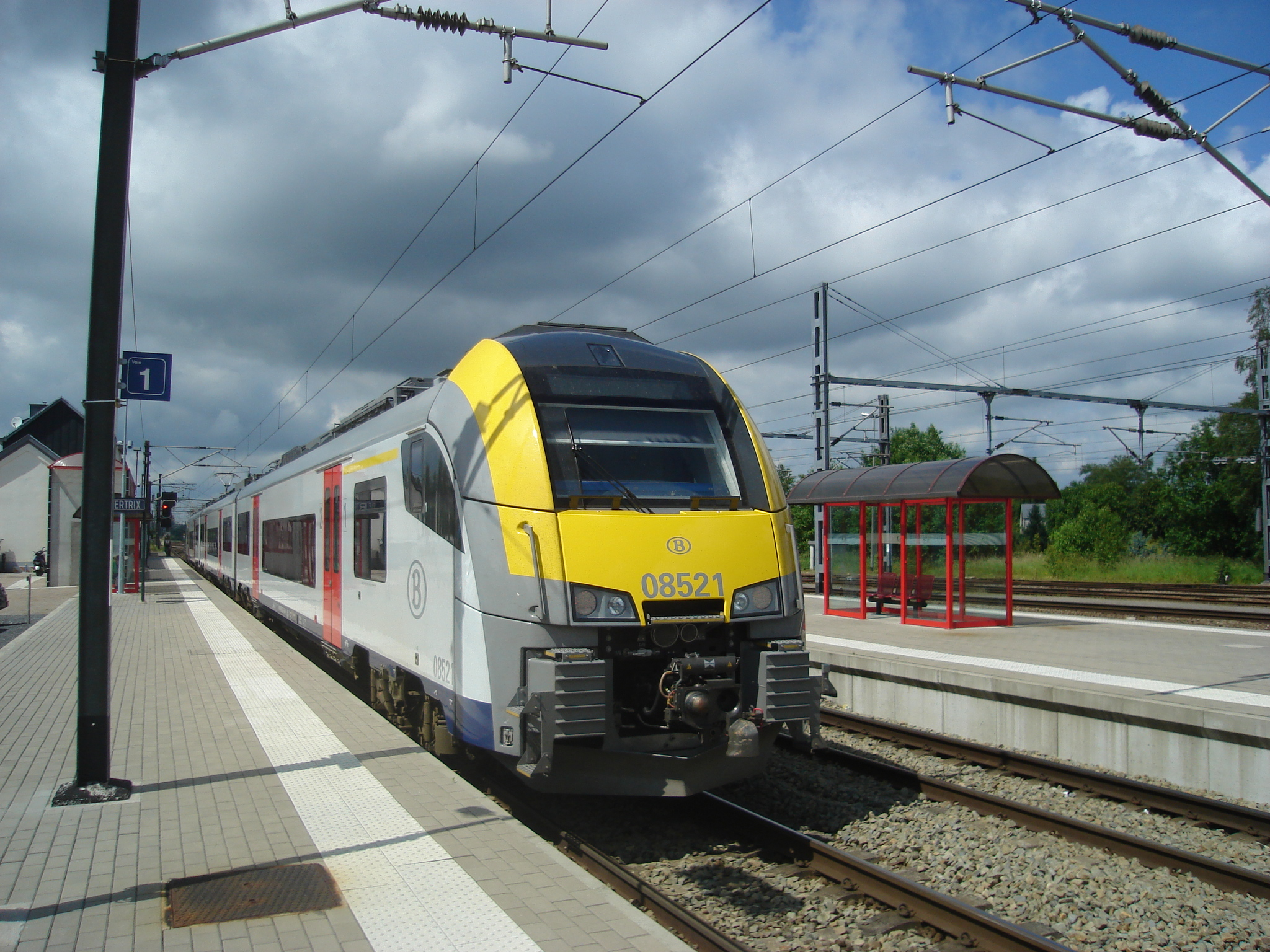
Vue des quais de la gare de Bertrix avec une automotrice AM08 (Desiro) assurant un train P pour Dinant, voie 1.
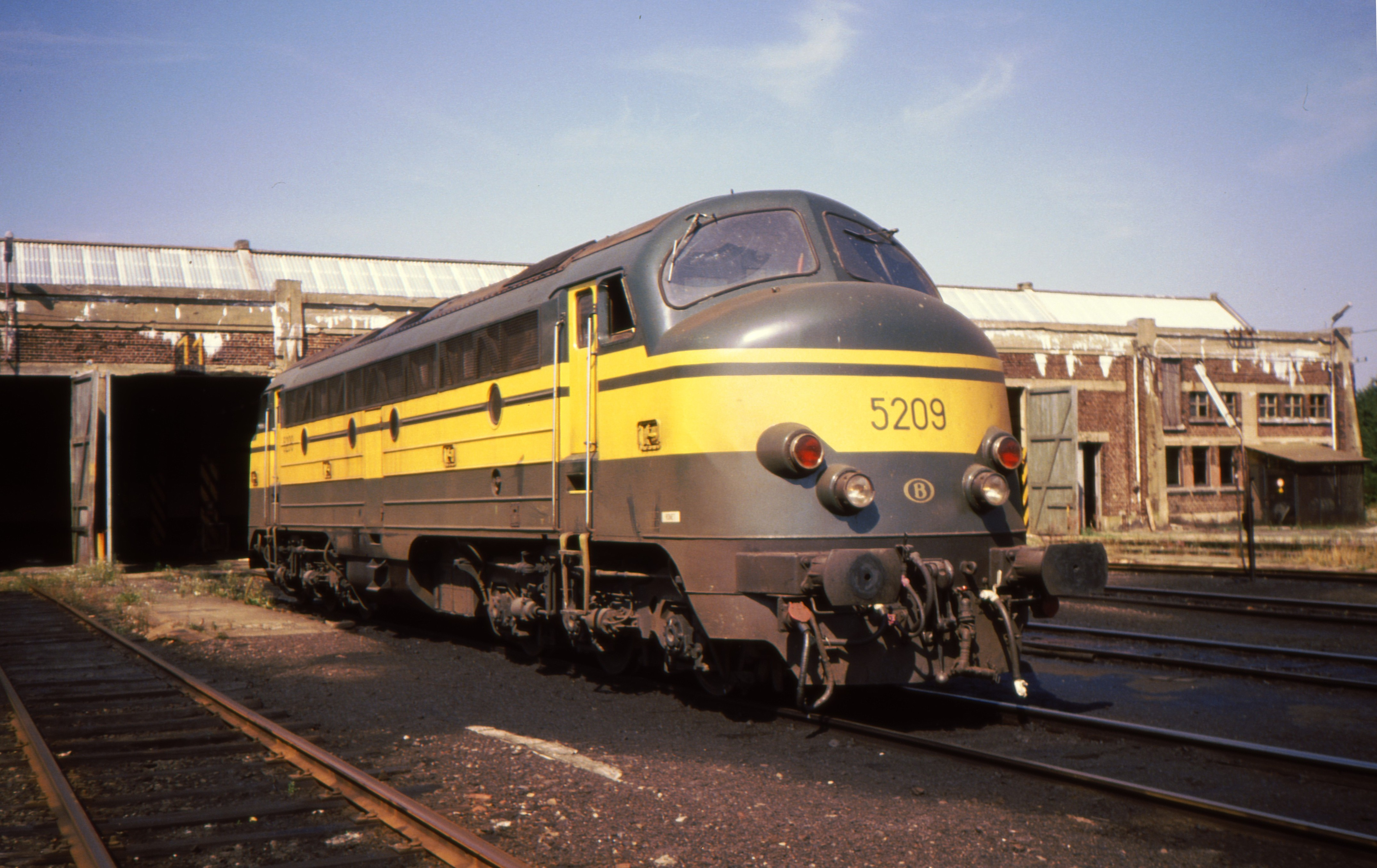
Dépôt de locomotives de Bertrix (1989).